# Посан
Посан (порт. Poção) — муниципалитет в Бразилии, входит в штат Пернамбуку. Составная часть мезорегиона Сельскохозяйственный район штата Пернамбуку. Входит в экономико-статистический микрорегион Вали-ду-Ипожука.

## История
Город основан 7 сентября 1871 года.

## География
Климат местности: полупустыня.